# Acer shensiense
Acer shensiense là một loài thực vật có hoa trong họ Bồ hòn. Loài này được W.P.Fang & L.C.Hu mô tả khoa học đầu tiên năm 1966.